# Természetes számok
Természetes számoknak nevezik
- a nemnegatív egész számokat, tehát a 0, 1, 2, 3, 4 … számtani sorozat tagjait,[1][2][3]
- más értelmezés szerint a pozitív egész számokat, tehát az 1, 2, 3, … számtani sorozat tagjait.[4]

A sorozat lépésköze 1, tehát a sorozat következő tagját mindig úgy kapjuk, hogy az utolsó taghoz hozzáadunk 1-et. Végtelen sok természetes szám van, mivel bármilyen nagy számhoz is hozzá tudunk adni 1-et, újabb tagot képezve a sorozatban.
A természetes számok halmazát a matematikában egy tipográfiailag kiemelt félkövér {\displaystyle \mathbf {N} } vagy „blackboard bold” (kontúros) {\displaystyle \mathbb {N} } (Unicode: U+2115) betűvel jelölik (a latin naturalis, azaz 'természetes' szó nyomán). A természetes számok halmazának megszámlálhatóan végtelen számú eleme van.
A természetes számok az összeadásra és a szorzásra kommutatív félgyűrűt alkotnak.

## Történelmi vonatkozások

### A „természetes” elnevezés eredete
Az ókorban a természetes számokat egyszerűen csak számoknak nevezték (a görögök még az 1-et sem értették közéjük); más nevezetes számosztályokat nem tartottak számon (a racionális számokat pl. számok arányainak tekintették, nem pedig önálló számosztálynak).
A "természetes" elnevezés valószínűleg csak a 19. század végén alakult ki. R. Dedekind, akitől a nevezetes számosztályok (természetes, egész, valós stb.) betűs jelöléseinek egy része származik (ezek szintén ebben az időben alakultak ki), egy 1872-es cikkében a természetes számokról még mint „úgynevezett természetes számokról” beszél (vagyis a kifejezés még nem rögzült teljesen). Grosschmid Lajos magyar matematikus egy 1911-es számelméleti cikkében (egy lábjegyzetben) Dedekindnek tulajdonította a „természetes” kifejezést („Természetes szám alatt - Dedekind nyomán - értek bármely pozitív raczionális egész számot. V. ö. : naturliche Zahl; Dirichlet-Dedekind i.m. XI. Suppl. 436. l.”).

### Természetes szám-e a nulla?
A szakirodalomban eltérések találhatóak abban, hogy a 0 számot a természetes számok közé sorolják-e; másképp szólva, hogy a "természetes szám" elnevezéssel a {0; 1; 2; 3; 4, ....} vagy az egy elemmel szűkebb {1; 2; 3; 4; ...} halmazt illessük-e. Mivel ez nem szorosabb értelemben véve matematikai probléma (nem lehet matematikai tételekből kiszámítani vagy bebizonyítani, természetes szám-e a nulla), hanem pusztán egy elnevezés tartalmáról való döntés, így definíció, megállapodás kérdése, hogy mi tartozik a névvel jelölt csoporthoz. A kérdés mégsem érdektelen, mert, bár a probléma nem matematikai jellegű, eldöntésének már vannak ilyen következményei - a feladatok, állítások, tételek rendszeresen hivatkoznak a természetes számok halmazára, és a feladat megoldhatóságát, a tétel érvényességét vagy bizonyíthatóságát döntheti el a fogalom értelmezése.
Régebben a nulla nem tartozott a természetes számokhoz. A klasszikus, ösztönszerű számfogalom megformálódásakor sem vesszük a számok közé a „semmit”, a nulla Európába csak arab közvetítéssel jutott el a középkorban, a nullával nem lehet osztani. Ennek az értelmezésnek az alátámasztására következzenek idézetek:
„természetes számok: pozitív egész számok;”
„A természetes számok pozitív számok. ... A 0 nem tartozik sem a negatív, sem a pozitív számokhoz, hanem azokat szétválasztja.”
„Tegyük fel, hogy {\displaystyle A\subset \mathbb {N} }, és
i) {\displaystyle 1\in \mathbb {N} },
ii) minden {\displaystyle n\in \mathbb {N} } esetében {\displaystyle (n+1)\subset A}.
Ekkor {\displaystyle A=\mathbb {N} }.
...
 ... vezessük be a későbbiekben is gyakran előforduló
{\displaystyle \mathbb {N} ^{*}:=\mathbb {N} \cup \{0\}}   jelölést.”
A 19. században, halmazelméleti levezetésekben vették először a nullát, mint üres halmazt a természetes számok közé, a definíciót „nem-negatív egész számok”-ra módosítva. Az egyértelműség keresésének szándékával született az a szokás, hogy a nem-negatív egészeket {\displaystyle \mathbb {N} _{0}}, a pozitív egészeket, tehát a nulla nélküli értelmezést pedig {\displaystyle \mathbb {N} _{1}} vagy {\displaystyle \mathbb {N} ^{+}} szimbólummal jelölik[forrás?]; az {\displaystyle \mathbb {N} } jel önmagában bizonytalanságban hagyja az olvasót. Az {\displaystyle \mathbb {N} ^{*}} jelöléssel is lehet találkozni, de ennek értelmezése nem egységes.
Jellemző, hogy G. Peano, akinek a természetes számok első formális matematikai jellegű elméletének lefektetését tulajdonítják, első ilyen tárgyú cikkeiben még nem sorolta a 0-t a természetes számok közé, későbbi cikkeiben (1898-tól, Formulaire de mathématiques II. c. kiadvány, 2. fej.) azonban már igen. Peano használta és vezette be (ugyanott) a fentebb említett N0 és N1 jeleket is a kétféle számhalmaz megkülönböztetésére.

## A természetes számok formális-axiomatikus elmélete – a Peano-aritmetika
Minden matematikai természetű témakör akkor tehető tudományos vizsgálódás tárgyává, ha rögzítjük azt az axiomatikus elméletet, melyben a témakör összes állítása formális kijelentés alakjában megfogalmazható. A természetes számok matematikájának axiomatikus elmélete, mint elsőrendű elmélet a Peano-aritmetika, jelben: PA (Giuseppe Peano olasz matematikus tiszteletére).
A PA alapfogalmai a 0 konstansjel (individuumnév), melyet nullának nevezünk, a ' egyváltozós függvényjel (egybemenetű névfunktor), melyet rákövetkezés vagy szukceszor operátornak mondunk (szemléletesen n'  az n számot pontosan eggyel követő szám), a + kétváltozós függvényjel, azaz az összeadás és a {\displaystyle \cdot } függvényjel, ami a szorzás.
A PA axiómái a következők (az n, m, k, … jelek olyan változók, melyek természetes számokat szimbolizálnak):
(P1) n' {\displaystyle \neq } 0
(azaz a nulla semminek sem rákövetkezője)
(P2) n' = m' {\displaystyle \Rightarrow } n = m
(ha két szám rákövetkezője egyenlő, akkor a számok is egyenlők)
(P3) n + 0 = n
(a nulla alaptulajdonsága)
(P4) n + m' = (n + m)'
(összeg rákövetkezője)
(P5) n {\displaystyle \cdot } 0 = 0
(nullával való szorzás)
(P6) n {\displaystyle \cdot } m' = (n {\displaystyle \cdot } m) + n
("elődisztributivitás")
(P7) ( F(0) & (F(n) {\displaystyle \Rightarrow } F( n' ) ) ) {\displaystyle \Rightarrow } F(n)
(a teljes indukció formulasémája, F tetszőleges a Peano-aritmetika nyelvén megfogalmazható tulajdonság (predikátum))
A 0 rákövetkezőjét, 0'-t 1-gyel jelöljük. A (P1) axiómába n helyére 0-t helyettesítve ekkor kapjuk, hogy
{\displaystyle 0\neq 1}

## A természetes számok a halmazelméletben
A Peano-aritmetika halmazelméleti modelljének nevezzük az olyan (N, 0, ', +, {\displaystyle \cdot }) rendezett 5-öst, ahol N halmaz, 0 ∈ N, ' :N{\displaystyle \rightarrow } N függvény, +:N {\displaystyle \times } N {\displaystyle \rightarrow } N, és {\displaystyle \cdot }:N {\displaystyle \times } N {\displaystyle \rightarrow } N pedig művelet, melyekre teljesülnek a PA rendszer axiómái.

### Standard modell
A természetes számok halmazelméleti modelljeként kiválóan megfelel a
{\displaystyle \{\emptyset ,\;\{\emptyset \},\;\{\emptyset ,\{\emptyset \}\},\;\{\emptyset ,\{\emptyset \},\{\emptyset ,\{\emptyset \}\}\},\ldots \}}
halmaz. Itt rendre
{\displaystyle 0:=\emptyset }
{\displaystyle 1:=\{\emptyset \}=\{0\}}
{\displaystyle 2:=\{\emptyset ,\{\emptyset \}\}=\{0,1\}}
{\displaystyle 3:=\{\emptyset ,\{\emptyset \},\{\emptyset ,\{\emptyset \}\}\}=\{0,1,2\}}
{\displaystyle \ldots \,}
A természetes számok halmaza végtelen (mégpedig megszámlálhatóan végtelen), számosságát az
{\displaystyle \aleph _{0}}
(alef null – itt {\displaystyle \aleph } a héber ábécé első betűje) szimbólummal jelöljük. Ha mint rendszámra gondolunk rá, akkor az
{\displaystyle \omega \,}
jelet használjuk.
A természetes számok halmaza a legkisebb számosságú végtelen halmaz.
Rendezési tulajdonságok: A természetes számok halmazának egy nagyon fontos tulajdonsága, hogy (a szokásos rendezéssel) jólrendezett, azaz akárhány (de legalább egy) természetes számot kiválasztva azok közt van egy legkisebb.

## Algebrai tulajdonságok
Algebrai tulajdonságok: A természetes számok halmaza az összeadással kommutatív félcsoport, a szorzással szintúgy. Az (N,+) egyműveletes struktúrát a természetes számok additív félcsoportjának, míg az (N, ·) egyműveletes struktúrát a természetes számok multiplikatív félcsoportjának nevezzük.
A természetes számok halmaza zárt (a négy alapművelet közül) az összeadásra és a szorzásra.

## Axiomatizálás
Először Richard Dedekind definiálta axiómákkal a természetes számokat 1888-ban implicit módon. Ettől függetlenül  Giuseppe Peano 1889-ben egyszerűbb és formálisan precíz axiómarendszert adott meg. Ezeket a Peano-axiómákat elterjedten használják. Mivel az eredetihez másodfokú predikátumlogika szükséges, azért használják ennek gyengébb változatát, a Peano-aritmetikát. Más, hasonló axiómarendszerek a  Robinson-aritmetika és a primitív rekurzív aritmetika.
A természetes számok definiálhatók a Peano-axiomákkal. Ekkor a természetes számok halmaza az, ami eleget tesz a Peano-axiómáknak. Végtelen sok halmaz van, ami megfelel ezeknek a kritériumoknak, de ezek csak a jelölésben különböznek, a viselkedésük ugyanaz. A matematikában ezt izomorfiának nevezik. Ezt az eredményt Dedekind-féle egyértelműségi tételnek nevezik. Emiatt lehetséges a természetes számokról beszélni.

## Neumann János modellje
Neumann Jánosnak sikerült a természetes számokat halmazokkal ábrázolnia, azaz megalkotta a természetes számok halmazelméleti modelljét:
{\displaystyle {\begin{alignedat}{3}0&:=&&&&\quad \ \emptyset \\1&:=0'&&=\{0\}&&=\{\emptyset \}\\2&:=1'&&=\{0,1\}&&=\{\emptyset ,\{\emptyset \}\}\\3&:=2'&&=\{0,1,2\}&&=\{\emptyset ,\{\emptyset \},\{\emptyset ,\{\emptyset \}\}\}\\&\vdots &&&&\\(n+1)&:=n'&&=\{0,1,\ldots ,n\}&&=n\cup \{n\}\end{alignedat}}}
A kiindulási elem a „0“ a {\displaystyle \emptyset } üres halmaz. Az „1“ az az egyelemű halmaz, aminek egyetlen eleme a nulla. Ez különbözik az üres halmaztól, mivel annak nulla eleme van.
A rákövetkezési reláció azt a halmazt adja, ami tartalmazza az adott halmaz összes elemét, és a halmazt is. Más szavakkal, az adott halmaz és az azt egyelemű halmazként tartalmazó halmaz uniója. Ez utóbbi diszjunkt az adott halmaztól, így minden halmaz különbözik az előzőtől, tehát a rákövetkező reláció injektív.
Az egyes természetes számok létezését már a gyenge halmazelméleti axiómák biztosítják. A természetes számok {\displaystyle \mathbb {N} } vagy {\displaystyle \mathbb {N} _{0}} halmazának létezéséhez a Zermelo-Fraenkel-axiómarendszerben egy külön axiómának, a végtelenségi axióma biztosítja.
A konstrukció további folytatása, illetve további megelőző számok nélküli számok definiálása a rendszámokat hozza létre.

## A valós számok részhalmaza
A természetes számok definiálhatók induktívan, a valós számok közül kiválasztva.
A valós számok egy {\displaystyle M} részhalmaza induktív, ha teljesíti a következőket:
1. 0 eleme {\displaystyle M}-nek
2. Ha {\displaystyle x} eleme az {\displaystyle M} halmaznak, akkor {\displaystyle x+1} is eleme az {\displaystyle M} halmaznak.

Ekkor {\displaystyle \mathbb {N} _{0}} az {\displaystyle \mathbb {R} } induktív halmazainak metszete.

## Fordítás
- Ez a szócikk részben vagy egészben  a   Natürliche Zahl című német Wikipédia-szócikk fordításán alapul.  Az eredeti cikk szerkesztőit annak laptörténete sorolja fel. Ez a jelzés csupán a megfogalmazás eredetét és a szerzői jogokat jelzi, nem szolgál a cikkben szereplő információk forrásmegjelöléseként.